# Cerro del Espíritu Santo (Costa Rica)
El  Cerro del Espíritu Santo o también volcán Espíritu Santo es un cono volcánico en el Valle Central de Costa Rica, ubicado en el cantón de Naranjo, en el extremo sur de la provincia de Alajuela. Con una altura de 1.363 m s. n. m., es una de las 10 montañas más elevadas dentro de la provincia. El cráter está ubicado hacia el noroeste de la cumbre y muy erosionado.
El cerro puede ser divisado con facilidad desde la autopista Bernardo Soto, camino a la ciudad de Naranjo. Sobre su cumbre se encuentran ruinas de comienzos del siglo XX construidas por monjes, de allí su nombre.

## Origen
El Cerro del Espíritu Santo tiene un origen volcánico derivado de un cuerpo intrusivo datado en el Plioceno, hace 5.5 millones de años y que debió abarcar unos 5 km cuadrados. Originalmente fue parte del cámara magmática de Costa Rica ubicado en un vértice con el Volcán la Montañosa al Oeste y el Volcán Guayabo hacia el Este.
Se cree que un cambio en el ángulo de hundimiento de las placas tectónicas ubicadas en la costa Pacífica de Costa Rica provocó el colapso del Paleolítico Volcán Palmares y el desplazamaiento de la roca subterránea hasta su posición actual como estribaciones de la Cordillera Volcánica Central, lo que determinó que hubiera muy poca actividad efusiva. 
Durante el Pleistoceno, entre aproximadamente 2,0 y 1,6 millones de años atrás, se produjeron dos eventos eruptivos de tipo ignimbrítico que destruyeron gran parte del complejo volcánico original. Posteriormente, tras un rejuvenecimiento del vulcanismo hace unos 400 000 años, surgieron nuevos focos eruptivos, entre ellos los volcanes Piedra Grande y San Isidro, edificados a ambos lados del cerro Espíritu Santo.

## Geología
El cerro Espíritu Santo está compuesto por una base rocosa de lava fracturada y meteorizadas, principalmente andesitas basálticas, provenientes del Grupo de Montes del Aguacate y recubiertos en su parte norte por la vegetación tropical. El suelo de su falda sureste, en dirección a la Carretera Interamericana, contiene conglomerados brechosos, de textura vesicular y rocas menos meteorizadas que podría corresponder con la actividad volcánica prehistórica más reciente proveniente de Montes de Aguacate.

## Monumento Cristo Rey
El Cerro del Espíritu Santo ha sido objeto de variadas leyendas y mitos. En vista de su potencial volcánico y su conexión subterránea con el volcán Poás, se anunciaba en las leyendas orales que del cerro se formaría un volcán con consecuencias fatales para sus habitantes vecinos y las numerosas siembras de café de las colinas circunvecinas. Para calmar los temores, el entonces cura párroco de Naranjo Padre José del Olmo liderizó en 1916 la construcción de un monumento al Cristo Rey sobre la cumbre del cerro. Durante la construcción del monumento, un terremoto destruyó parte de la catedral de Naranjo, obligando a redirigir los recursos a reconstruir la catedral. Aun cuando el monumento ha quedado en fase incompleta desde entonces, ha sido sitio de reunión, oración y peregrinación, principalmente durante época de Semana Santa.
La construcción del Monumento al Cristo Rey sobre el Cerro del Espíritu Santo coincidió con la construcción de otros hitos católicos: el Monte de La Cruz, hacia el norte, el Cristo Rey del Cerro de Ochomogo hacia el Este y la Cruz de Alajuelita. Por razón de su ubicación, los cuatro monumentos forman una cruz de costado sobre el Valle Central, simbólico del crucifijo cristiano.  
En 1986 se comenzó la construcción de un restaurante a un costado del monumento católico. El restaurante también quedó inconcluso.